# Caneta esferográfica

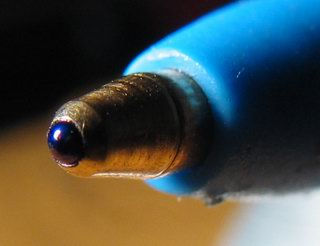
Ponta de uma caneta esferográfica

Canetas esferográficas são um tipo de caneta cuja tinta envolve uma esfera rolante que desliza sobre a superfície destinada à escrita, disponível em várias cores.
Na evolução da caneta, o uso de uma esfera na ponta possibilitou a distribuição constante e uniforme de tinta, e popularizou o uso deste instrumento de escrita ao mesmo tempo em que substituía com vantagem a caneta-tinteiro.
Com a invenção da caneta as pessoas passaram a escrever cartas, postais e livros. Hoje em dia a caneta esferográfica é usada universalmente para escrever apontamentos e fazer testes.

## História

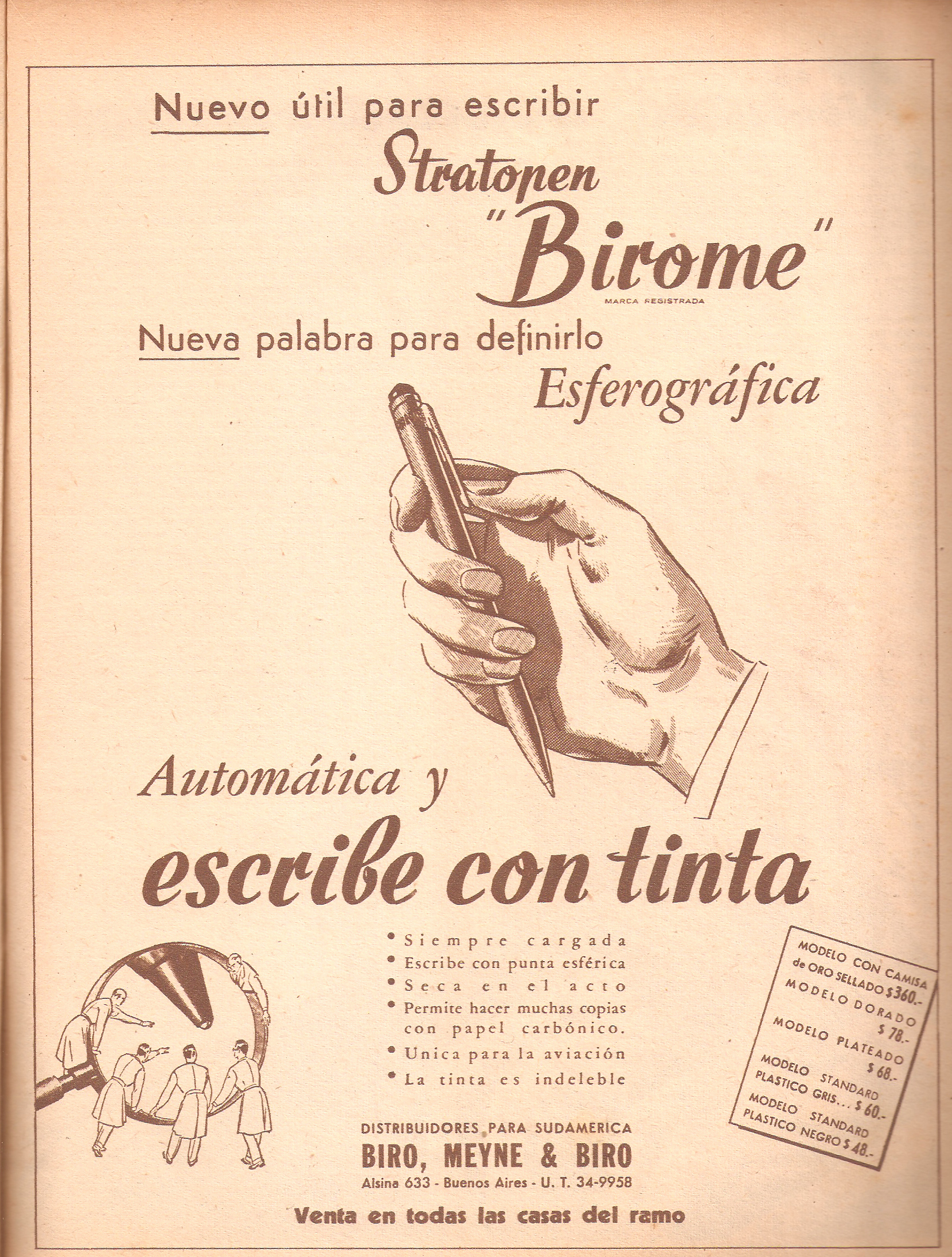
Propaganda comercial numa revista argentina de 1945, promovendo a primeira Birome.

O conceito de uma caneta esferográfica remonta à patente registada por John J. Loud em 30 de Outubro de 1888. Tratava-se de um produto destinado a marcar couros e não foi explorado comercialmente.
Posteriormente, o jornalista húngaro e naturalizado argentino László Bíró inventou a primeira caneta esferográfica, na década de 1930. Ele havia percebido que o tipo de tinta utilizado na impressão de jornais secava rapidamente, deixando o papel seco e livre de borrões. Imaginou então criar uma caneta utilizando o mesmo tipo de tinta. Entretanto, a tinta, espessa, não fluía de maneira regular. A inovação era prática: enquanto a caneta corria pelo documento, a esfera girava no interior do bico, recolhendo a tinta do cartucho e depositando-a sobre o papel; complementarmente, vedava o reservatório, impedido que a tinta secasse (provocando entupimento da caneta) ou vazasse. László Biró e seu irmão Georg (um químico), entraram com um pedido de patente da sua caneta esferográfica em seu país natal, a Hungria, na França e na Suíça em 1938.
Com a eclosão da Segunda Guerra Mundial, para fugir às perseguições nazistas no seu país, László e Georg tiveram que deixar a Hungria e receberam a patente em Paris. Tendo László encontrado, ainda em 1938, um argentino na Iugoslávia, e tendo este ficado impressionado com a invenção, convidou-o a radicar-se naquele país sul-americano. Quando instalado, o estranho apresentou-se como Agustín Pedro Justo, Presidente da Argentina. Recém-chegados ao país com a ajuda de um amigo chamado Meyne, os irmãos fundaram a companhia "Biró y Meyne" em 10 de junho de 1940, requerendo uma patente argentina em 10 de junho de 1943.
Durante a Segunda Guerra Mundial, o governo britânico adquiriu os direitos de licenciamento desta patente dentro do chamado "esforço de guerra". A Royal Air Force necessitava de um novo tipo de caneta, que não permitisse o escapamento de tinta em altitudes, nos aviões de caça, como as canetas-tinteiro (tinta-permanente). O bom desempenho das novas canetas para a RAF trouxe sucesso ao inventor e ao seu produto.
Em 1944 László Biró vendeu a patente do seu invento ao norte-americano Eversharp-Faber pela quantia de dois milhões de dólares, e, na Europa, ao francês Marcel Bich.
Nos Estados Unidos, a primeira caneta esferográfica a ser produzida comercialmente, que substituiria a caneta-tinteiro com sucesso, foi apresentada por Milton Reynolds, em 1945. Também se baseava em uma pequena esfera que liberava uma tinta pesada e gelatinosa sobre o papel. As canetas Reynolds foram divulgadas à época como "a primeira caneta que escreve debaixo de água", tendo sido vendidas dez mil unidades quando de seu lançamento. A marca era impressionante, uma vez que cada unidade custava cerca de 10 dólares, custo devido principalmente à nova tecnologia.
Na Europa, as primeiras canetas esferográficas acessíveis foram produzidas em 1945, por Marcel Bich, cujo mérito foi o do desenvolvimento de um processo industrial de fabricação que reduzia significativamente o custo das canetas por unidade. Em 1949, essas canetas foram lançadas comercialmente sob o nome "Bic", uma abreviação do seu sobrenome, e que era fácil de lembrar pelo público. Dez anos mais tarde, as primeiras canetas "Bic" eram lançadas no mercado norte-americano.
A princípio, os consumidores norte-americanos relutaram em comprar uma caneta "Bic", já que outros modelos de canetas esferográficas haviam sido lançados sem sucesso no mercado dos EUA por diversos fabricantes. Para vencer essa relutância do público, a "Bic" veiculou uma campanha em rede nacional de televisão para informar que a caneta esferográfica "escreve logo de cara, sempre!" e que seu preço era de apenas 0,299 dólares. A "Bic" também veiculou anúncios televisivos que mostravam as suas canetas sendo disparadas de espingardas, amarradas a patins de gelo e até montadas sobre britadeiras. Após um ano, a concorrência forçou a queda dos preços para 0,10 dólares por unidade. Atualmente, a empresa fabrica milhões de canetas esferográficas por dia, atendendo a todo o planeta.
As canetas são feitas de plástico ou de metal, ao passo que a pequena esfera é feita de latão.